# كيم كلوتير
كيم كلوتير هي عارضة كندية، ولدت في 25 مارس 1987 في مونتريال في كندا.

## وصلات خارجية
- كيم كلوتير على موقع IMDb (الإنجليزية)
- كيم كلوتير على موقع قاعدة بيانات الفيلم (الإنجليزية)